# Barbiturikills
Barbiturikills, també coneguda com a Doña Bárbara (València, 1972) és una artista urbana valenciana. Forma part del col·lectiu XLF, i sol actuar juntament amb Hope. És coneguda per la figura del conill rosa que porta dibuixant des del 2005, fet que li ha valgut el sobrenom de la reina dels conills. La figura, d'aparença tendra, la utilitza per a fer ironia.
Exerceix com a dissenyadora gràfica des del 1997.

## Galeria

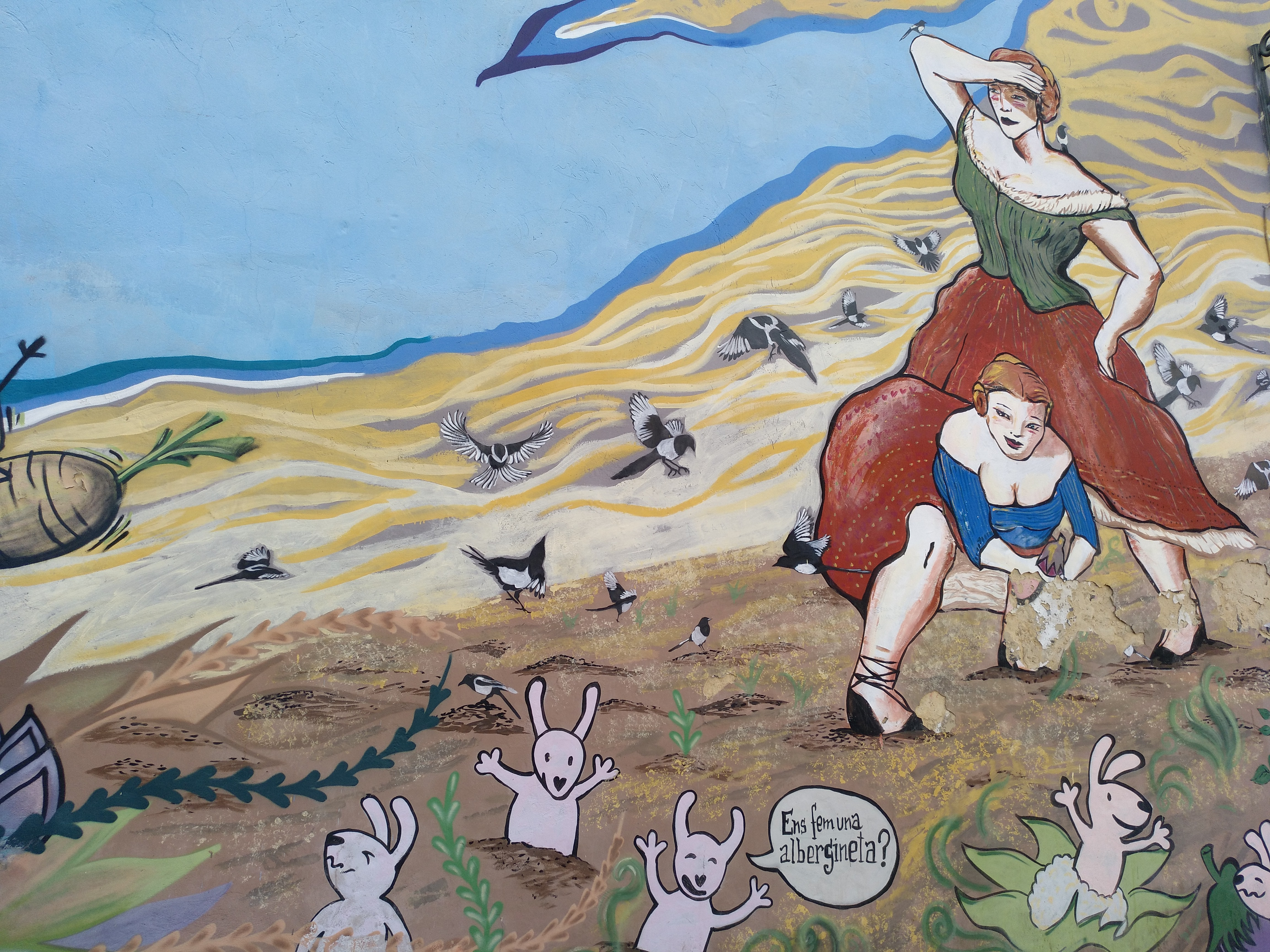
Detall del Mural de Botja, amb Pica, 2015.
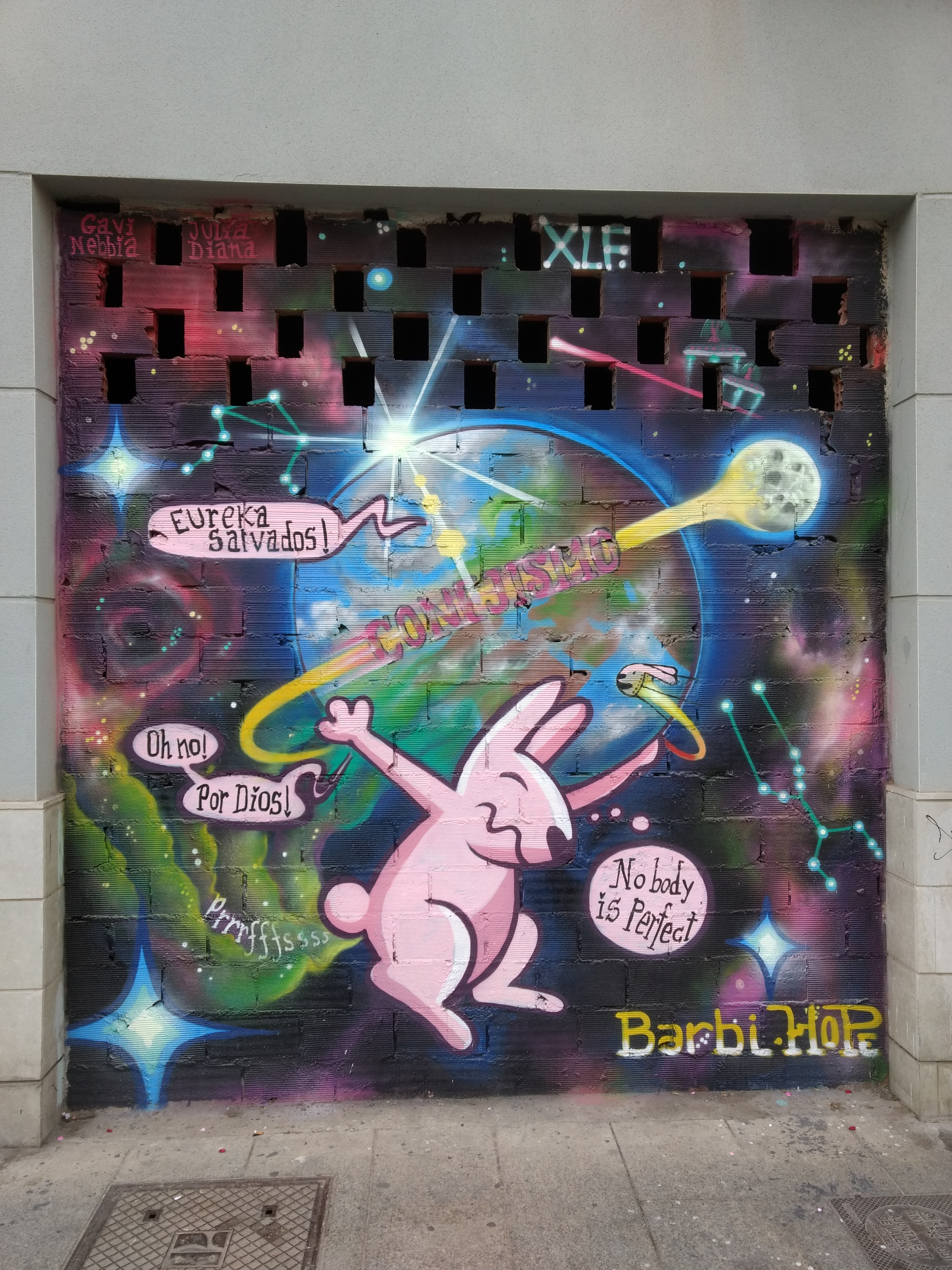
Mural amb pessimisme màgic, 2017.
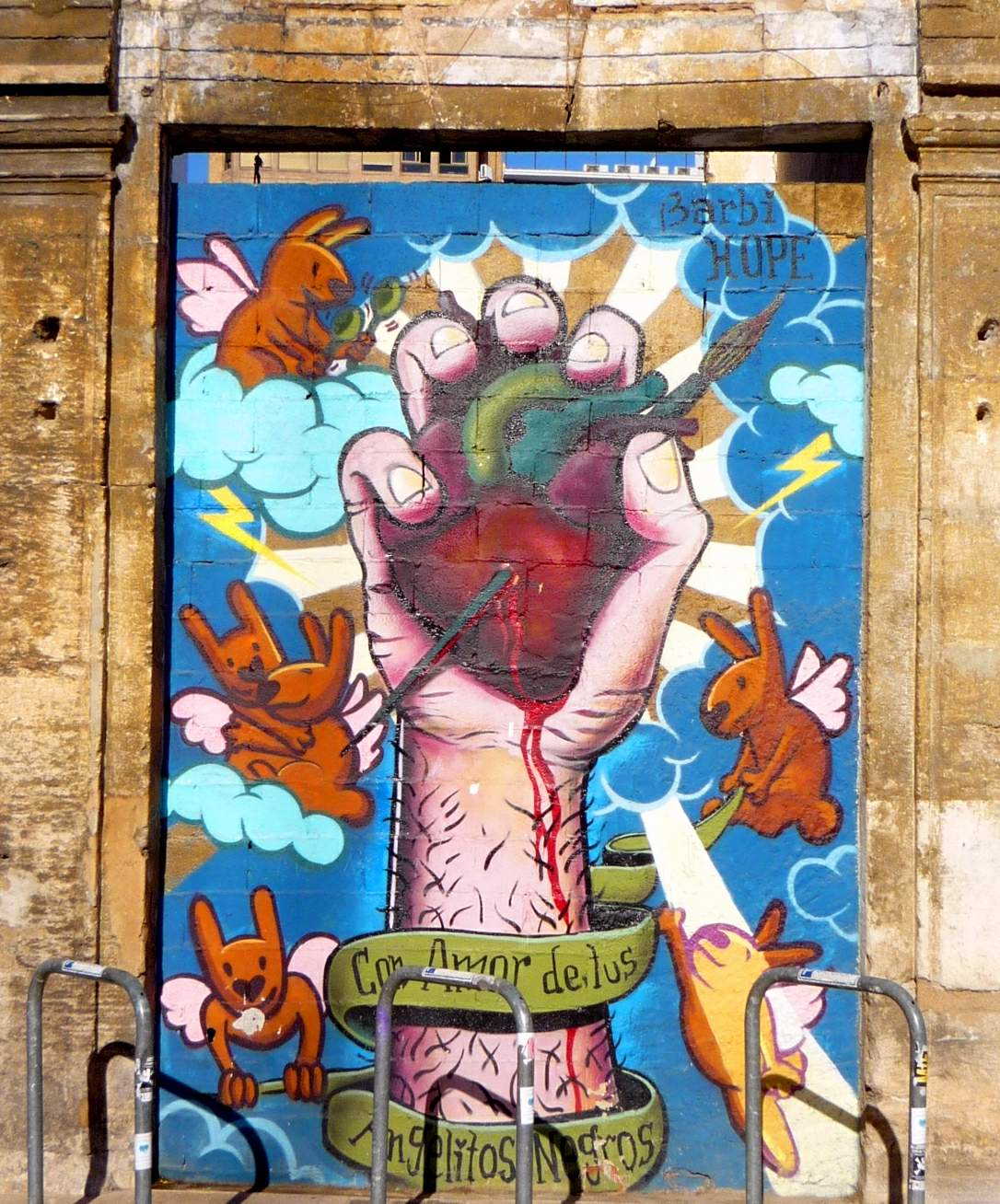
Mural amb Hope, a la Plaça del Pilar de València, 2018.
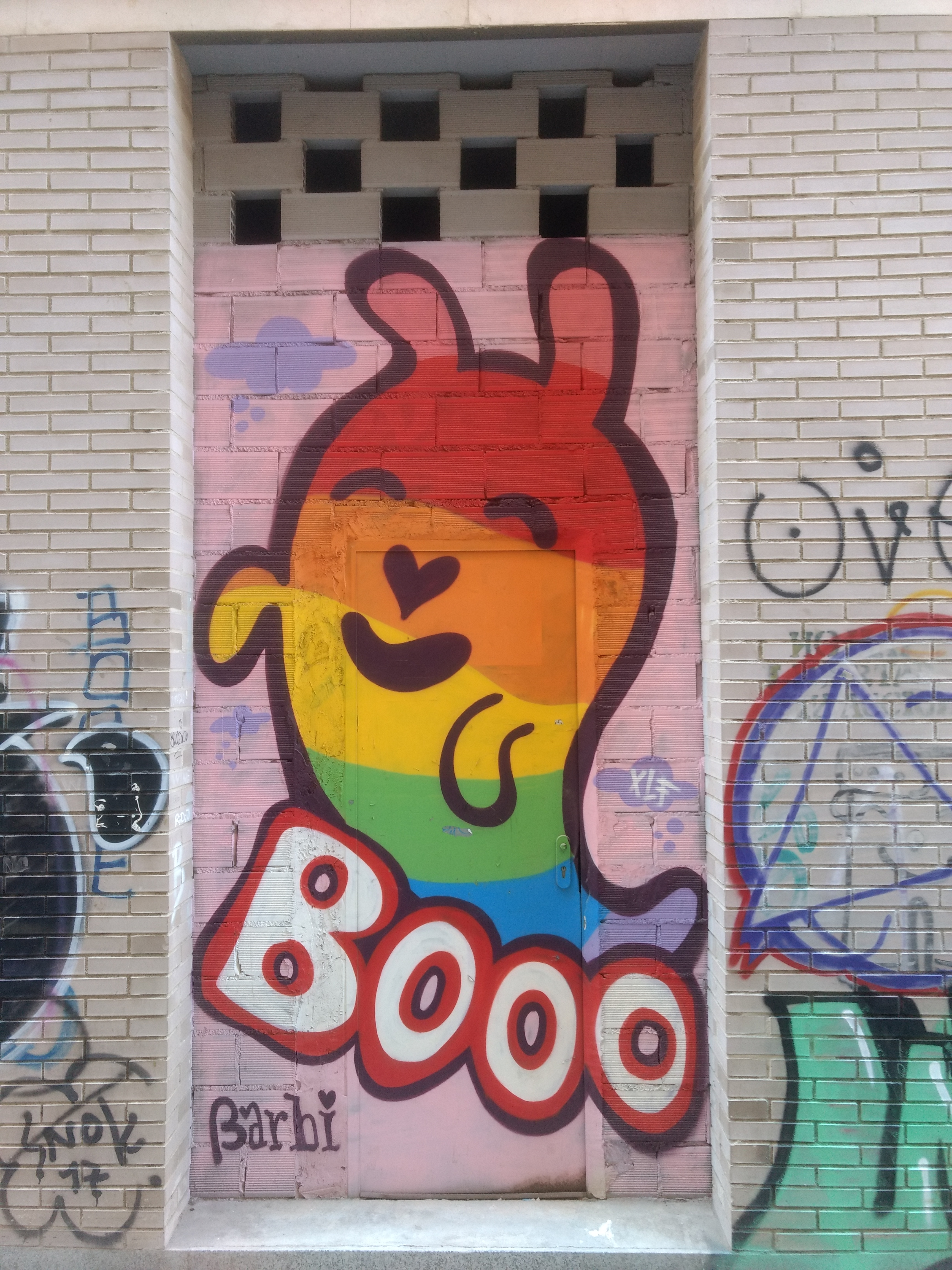
Gaysper, 2019.